# HD 81040
HD 81040 è una stella nana gialla di classe spettrale G0V,  situata nella costellazione del Leone e distante circa 106 anni luce dal sistema solare. La sua magnitudine assoluta nel catalogo Hipparcos è di +5,17, ma ciò la rende più coerente con una stella di tipo G2-3. Ha una temperatura effettiva di 5700 KK, e la sua metallicità è il 69% di quella del Sole. Questo valore è molto vicino alla media delle stelle nelle vicinanze del sistema solare, ma è al di sotto rispetto alla media delle stelle che ospitano pianeti. HD 81040 ha un raggio ed una massa pari all'86% e al 96% di quelli del Sole.
L'età della stella non è nota con precisione, lo spettrografo ELODIE suggeriva che avesse 0,8 miliardi di anni e la presenza di un giovane disco di polveri. Le successive misure della cromosfera hanno potuto determinare con maggiore precisione l'età della stella, che si stima essere di 4,18 miliardi di anni.

## Sistema planetario
Il 24 novembre 2005, un pianeta extrasolare denominato HD 81040 b con caratteristiche di un pianeta supergioviano è stato annunciato da Sozzetti.
| Pianeta | Massa           | Periodo orb.        | Sem. maggiore | Eccentricità  |
| ------- | --------------- | ------------------- | ------------- | ------------- |
| b       | >6.86 ± 0.71 MJ | 1001.7 ± 7.0 giorni | 1.94 UA       | 0.526 ± 0.042 |